# Клеър Уиникът
Клеър Уиникът (на английски: Clare Winnicott, по баща Бритън) е английски психоаналитик.

## Биография
Родена е през 1907 година в Скарбъро, Великобритания, в семейството на Джеймс Нимо Бритън и Елзи Слейтър. След като завършва гимназия учи в Сели Оук Колидж през 1929 – 1930 г. за учителка. След това започва работа в християнска асоциация за млади жени. През 1937 – 1938 учи социални науки в Лондонското училище по икономика, а през 1940 и курс за психично здраве.
По време на Втората световна война Клеър е в Оксфорд, където помага на травматизираните и разделени от семействата си деца. По това време среща бъдещия си съпруг Доналд Уиникът, който е психиатричен консултант там. През 1951 г. се омъжва за него, три години по-рано започва обучителна анализа с Клифърд Скот, а след това и с Мелани Клайн. През 1960 г. става член на Британското психоаналитично общество. Между 1964 и 1971 г. работи като директор на „Изследвания на детските грижи“.
След смъртта на съпруга си тя прави обучителна анализа с Лоис Мънро и през 1972 г. си открива своя практика.
Умира през 1984 година на 77-годишна възраст.